# Unskinny Bop
Unskinny Bop is een nummer van de Amerikaanse glam metalband Poison uit 1990. Het is de eerste single van hun derde studioalbum Flesh & Blood.
Het nummer werd vooral in Noord-Amerika en Oceanië een hit. In de Amerikaanse Billboard Hot 100 haalde het de 3e positie. In Nederland moest het nummer het echter met een 5e positie in de Tipparade doen.